# Міст Titan RT
Міст Titan RT — пішохідний підвісний міст довжиною 483 м у районі Гарц землі Саксонія-Ангальт, Німеччина. Міст розташований в  об'єднаннях громад Обергарц-ам-Броккен і Тале, що межують на його середині, та перетинає водосховище річки Боде.
Споруда довжиною 483 м є одним з найдовших пішохідних висячих мостів у світі й має вільно висячий проліт 458,5 м. Підвісний міст Шарля Куонена, відкритий у липні 2017 року в Швейцарії, перевищує Titan RT на 11 метрів, але дані щодо довжини вільного прольоту лишаються невідомими. Для порівняння, одним з найдовших пішохідних мостів у світі є  міст Додхара Чандані в Непалі, загальна довжина якого становить 1452,96 м, але найдовший його проліт становить лише 225,4 м.
Ширина мосту 1,20 м. Максимальна висота мосту від поверхні становить близько 100 м. Міст має чотири головні опорні троси діаметром 65 мм і два додаткових стабілізаційних троси діаметром 36 мм. Вага конструкції 118 тонн.
Будівельні роботи, що виконувала австрійська компанія HTB, тривали з листопада 2016 року. Відкриття мосту відбулося 7 травня 2017 року.
Міст обладнаний для банджі-джампінгу та роуп-джампінгу на шнурі довжиною 75 м.